# Фонте-Лонга (Карразеда-де-Ансіайнш)
Фонте-Лонга (порт. Fonte Longa; МФА: [ˈfõ.tɨ ˈɫõ.gɐ]) — парафія в Португалії, у муніципалітеті Карразеда-де-Ансіайнш. Розташована в північно-східній частині країни, на теренах історичної португальської провінції Трансмонтана. Входить до складу округу Браганса. За адміністративним поділом, чинним до 1976 року, терени парафії були складовою провінції Трансмонтана і Верхнє Дору. Належить до Брагансько-Мірандської діоцезії Католицької церкви. Патрон — Марія Магдалина. Площа — 13,3301 км². Населення — 301 ос. (2011). Слабо урбанізований регіон. Густота населення — 22,58 осіб/км²
. Код — 040306.

## Населення
| Кількість мешканців | Кількість мешканців | Кількість мешканців | Кількість мешканців | Кількість мешканців | Кількість мешканців | Кількість мешканців | Кількість мешканців | Кількість мешканців | Кількість мешканців | Кількість мешканців | Кількість мешканців | Кількість мешканців | Кількість мешканців | Кількість мешканців |
| ------------------- | ------------------- | ------------------- | ------------------- | ------------------- | ------------------- | ------------------- | ------------------- | ------------------- | ------------------- | ------------------- | ------------------- | ------------------- | ------------------- | ------------------- |
| 1864                | 1878                | 1890                | 1900                | 1911                | 1920                | 1930                | 1940                | 1950                | 1960                | 1970                | 1981                | 1991                | 2001                | 2011                |
| 610                 | 581                 | 577                 | 650                 | 669                 | 614                 | 686                 | 843                 | 824                 | 772                 | 654                 | 697                 | 435                 | 355                 | 301                 |